# Торић
Торић је насељено мјесто у општини Билећа, Република Српска, БиХ. Према попису становништва из 1991. у насељу је живјело 47 становника. На попису становништва 2013. године, према подацима Агенције за статистику Босне и Херцеговине пописано је 33 становника.

## Становништво
| Националност       | 1991. | 1981. | 1971. | 1961. |
| Срби               | 47    | 46    |       |       |
| Црногорци          |       | 1     |       |       |
| остали и напознато |       |       |       |       |
| Укупно             | 47    | 47    | '     | '     |

| Демографија | Демографија | Демографија |
| Година      | Становника  | Становника  |
| ----------- | ----------- | ----------- |
| 1961.       | 59          |             |
| 1971.       | 50          |             |
| 1981.       | 47          |             |
| 1991.       | 47          |             |